# Mérial
Mérial é uma comuna francesa na região administrativa de Occitânia, no departamento de Aude. Estende-se por uma área de 17,19 km². Em 2010 a comuna tinha 32 habitantes (densidade: 1,9 hab./km²).